# Coppa Europa dei 10000 metri 2025
La Coppa Europa dei 10000 metri 2025 (2025 European 10000m Cup) si è tenuta il 24 maggio a Pacé, in Francia.

## Medagliati

### Uomini
| Specialità     | Oro                                               | Prestazione | Argento                                                 | Prestazione | Bronzo                                                | Prestazione |
| 10 000 m       | Efrem Gidey                                       | 27'40"47    | Valentin Gondouin                                       | 27'41"95    | Felix Bour                                            | 27'42"00    |
| Gara a squadre | Francia Valentin Gondouin Felix Bour Simon Bedard | 1h23'30"67  | Belgio Simon Debognies Clément Deflandre Dorian Boulvin | 1h24'51"35  | Spagna Eduardo Menacho Juan Antonio Pérez Jesús Ramos | 1h24'58"61  |

### Donne
| Specialità     | Oro                                                 | Prestazione | Argento                                              | Prestazione | Bronzo                                                   | Prestazione |
| 10 000 m       | Jana Van Lent                                       | 31'32"28    | Alessia Zarbo                                        | 31'50"62    | Chloé Herbiet                                            | 31'54"06    |
| Gara a squadre | Belgio Jana Van Lent Chloé Herbiet Hanne Verbruggen | 1h36'02"12  | Italia Elisa Palmero Federica Del Buono Sara Nestola | 1h36'40"32  | Francia Alessia Zarbo Célia Tabet Philippine De La Bigne | 1h37'40"49  |

## Medagliere
| Posizione | Paese   | Oro | Argento | Bronzo | Totale |
| --------- | ------- | --- | ------- | ------ | ------ |
| 1         | Belgio  | 2   | 1       | 1      | 4      |
| 2         | Francia | 1   | 2       | 2      | 5      |
| 3         | Irlanda | 1   | 0       | 0      | 1      |
| 4         | Italia  | 0   | 1       | 0      | 1      |
| 5         | Spagna  | 0   | 0       | 1      | 1      |
| Totale    | Totale  | 4   | 4       | 4      | 12     |